# Proyecto Famatina
El proyecto Famatina fue un proyecto de exploración para la extracción minera, principalmente de oro, en el cerro Famatina de 6250 m, situado en la provincia de La Rioja en Argentina. Varias empresas internacionales han intentado iniciarlo, pero no han podido debido a la desaprobación de las ciudades de Famatina y Chilecito. Estos pobladores objetan que se utilizará cianuro para la extracción de metales con los posibles riesgos para la ecología y la salud que trae dicho elemento y demás metales pesados utilizados.

## Historia
El cerro Famatina tiene una historia minera ligada a la extracción de oro, plata, y hierro. Se conoce que los Incas y sus predecesores realizaban la minería en este cerro. En el siglo XIX comenzó un mayor auge de la minería en la zona. En el siglo XX se abrió una mina altamente mecanizada "La Mexicana" con capitales Británicos, pero con la venida de la Primera Guerra Mundial para 1914 declinó totalmente.
El proyecto Famatina se inició el 18 de junio de 1999 cuando la empresa canadiense Corriente Resources compró el proyecto a la empresa provincial Yamiri S.A. Y en septiembre del mismo año la empresa anuncia el descubrimiento de venas con alto contenido de oro.
Desde el 2004 se realizan en Famatina medidas de protesta en contra el Proyecto Famatina, llevado a cabo por la empresa transnacional, con sede en Canadá, Barrick Gold Corporation. Los pobladores acusan a la empresa de liberar, mediante explosiones mineras, metales pesados (arsénico, cadmio, plomo, etc.) que afectarían el ecosistema de la región pues las sierras regulan el clima y la provisión de agua de la provincia. Ellos alegan que los metales pesados quedarían depositados en diques contaminando el agua aún después de cerrada la mina.
Además la empresa no deja beneficios económicos para el país, puesto que las regalías quedan para la misma. Los vecinos acusaron a Luis Beder Herrera, gobernador riojano, de mentir al decir que la minería no tiene restricciones en la provincia, "siendo que él mismo hizo aprobar tres leyes en ese sentido".
Al grito de "El Famatina no se toca" y de "Agua sí, oro no", los pobladores realizan cortes de ruta y pintan numerosos murales en Famatina con motivos en contra de la construcción minera. De esa manera lograron en principio frenar la obra. Pero la empresa comenzó luego a realizar secretamente un camino por el Departamento Vinchina, pretendiendo continuar con la explotación minera y según los vecinos está promoviendo el desarrollo nuclear para la explotación de uranio.
Finalmente, la intención de Barrik de explotar el cordón montañoso de Famatina, fue abandonada en 2007 tras las movilizaciones, campañas informativas y cortes de ruta.

## El proyecto y sus controversias
A la fecha existe una fuerte resistencia de la población de la Ciudad de Chilecito y Famatina (La Rioja, Argentina) con el objetivo de que ninguna empresa explore o explote el recurso.
Ha habido cortes de las rutas de accesos no permitiendo el paso a camiones y personal de la empresa.  
La iglesia local en la persona de su obispo ha pedido al Gobierno de la provincia de La Rioja que realice una consulta popular (habilitada constitucionalmente) para que los ciudadanos tomen la decisión sobre el modo de explotación de los minerales.

### La negativa de parte de la población
Según la asamblea de Famatina este método de extracción tendría como consecuencia una contaminación en general y principalmente de los acuíferos y la fuente de agua dulce que proviene desde el cerro Famatina.
La oposición de la ciudad de Famatina a la minería a cielo abierto iniciada por los pobladores del lugar, es considerada una lucha popular de relevancia en Argentina y es apoyada por algunas ciudades del país, ya que los pobladores lograron impedir a dos multinacionales explotar el lugar en los periodos del 2006 y 2011. Las empresas Barrick Gold y Shandong Gold, no pudieron iniciar la exploración y se retiraron del proyecto, ante la negativa de la ciudad.

### Osisko Mining Corporation
A finales de agosto de 2011 la empresa canadiense Osisko Mining Corporation adquirió el contrato y suscribió un convenio con la provincia para la exploración de la mina de oro. Iba a ser realizado en sociedad con Energía y Minerales Sociedad del Estado (EMSE). Prometían 2000 empleos en la primera etapa. El 2 de enero de 2012, la comunidad cortó el acceso a la zona y 15 000 personas se manifestaron frente a la Casa de Gobierno. En julio de 2013 el contrato se rescindió al no lograr consenso social. El proyecto minero fue rescindido por un decreto del Ejecutivo provincial, en cumplimiento con el compromiso asumido por el gobernador Luis Beder Herrera en 2013.

## Midais
Esta compañía salteña, sin experiencia en el rubro, firmó un acuerdo para explotar oro en Angulos, junto al río Blanco. En abril de 2015 los asambleístas retomaron las protestas, que no se diluyeron ante las afirmaciones del Gobierno de que la empresa iba a utilizar un método de "minería aurífera en río seco", sin químicos, ni uso del agua, ni explosivos. En noviembre del mismo año se oficializó el desmantelamiento de la iniciativa para preservar la "paz social".